# Clemens Bever
Clemens Bever (ur. 22 kwietnia 1945) – wschodnioniemiecki żużlowiec.

## Życiorys
Siedmiokrotny medalista indywidualnych mistrzostw NRD: złoty (1975), pięciokrotnie srebrny (1972, 1973, 1976, 1977, 1981) oraz brązowy (1979). Dziesięciokrotny złoty medalista drużynowych mistrzostw NRD (1968, 1972, 1973, 1974, 1975, 1977, 1978, 1979, 1980, 1981). Pięciokrotny złoty medalista mistrzostw NRD w parach (1976, 1977, 1978, 1979, 1980). 
Uczestnik półfinału kontynentalnego indywidualnych mistrzostw świata (Güstrow 1971 – XIII miejsce).